# Mount Olive, Mississippi
Mount Olive är en ort i Covington County i delstaten Mississippi. Enligt 2010 års folkräkning hade Mount Olive 982 invånare.